# إريك بوكلي
إريك بوكلي (بالإنجليزية: Eric Pockley)‏ كان لاعب كرة مضرب أسترالي بدأ مسيرته كمحترف سنة 1900، اعتزل اللعب في 1919. تخرج من جامعة سيدني.

## النهائيات

### الفردي

#### الوصافة (1)
| السنة | البطولة                       | الأرضية | المنافس في النهائي | النتيجة في النهائي |
| 1919  | بطولة أستراليا المفتوحة للتنس | عشبية   | ألجيرنون كينغسوت   | 4–6, 0–6, 3–6      |